# Gottfried Wehling
Felix Gottfried Wehling (* 4. Mai 1862 in Barby; † 19. Januar 1913 in Düsseldorf) war ein deutscher Architekt.

## Leben
Gottfried Wehling war – von Köln zugezogen – ab 1886 in Düsseldorf gemeldet. Er war mit Giuseppina Borghetti (1857–1929) aus Locarno verheiratet und hatte mit seiner Frau, auch Josephine genannt, sechs Kinder: Felix, Pia (* 1891), Angelika, Urban, Afra, und Maria. Der Sohn Felix wurde Architekt. Sohn Urban noch 1911 und 1912 am Realprogymnasium in Uerdingen, wurde im Ersten Weltkrieg Unteroffizier und fiel laut Verlust-Liste Nr. 2064 vom 22. August 1918, im November 1917. Seine Tochter Angelika Elisabeth (1893–1945) wurde Zeichenlehrerin und heiratete 1921 den Eau-de-Cologne-Fabrikanten Johann Maria Carl Farina (1877–1946).
In Düsseldorf war er an der „eigentlichen Boomzeit der Stadt zwischen 1900 und 1914“ beteiligt und arbeitete zeitweise in verschiedenen Arbeitsgemeinschaften und Sozietäten, so „Jacobs und Wehling“ (mit Hubert Jacobs) und „Wehling und Ludwig“ (mit Alois Ludwig).

## Bauten und Entwürfe

### 1886–1896 (in Büro Jacobs & Wehling)

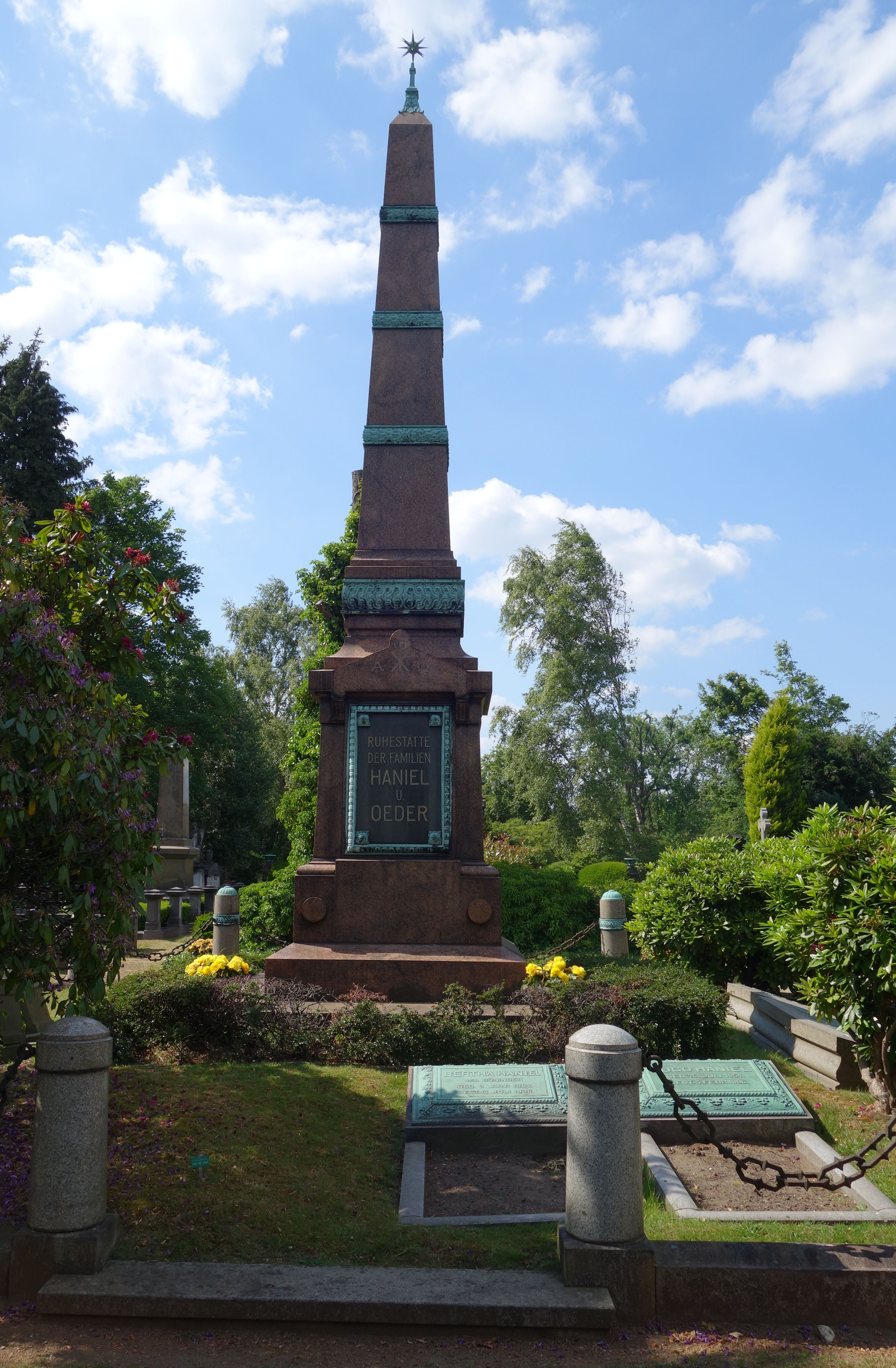
Grabmal der Familie Haniel auf dem Düsseldorfer Nordfriedhof

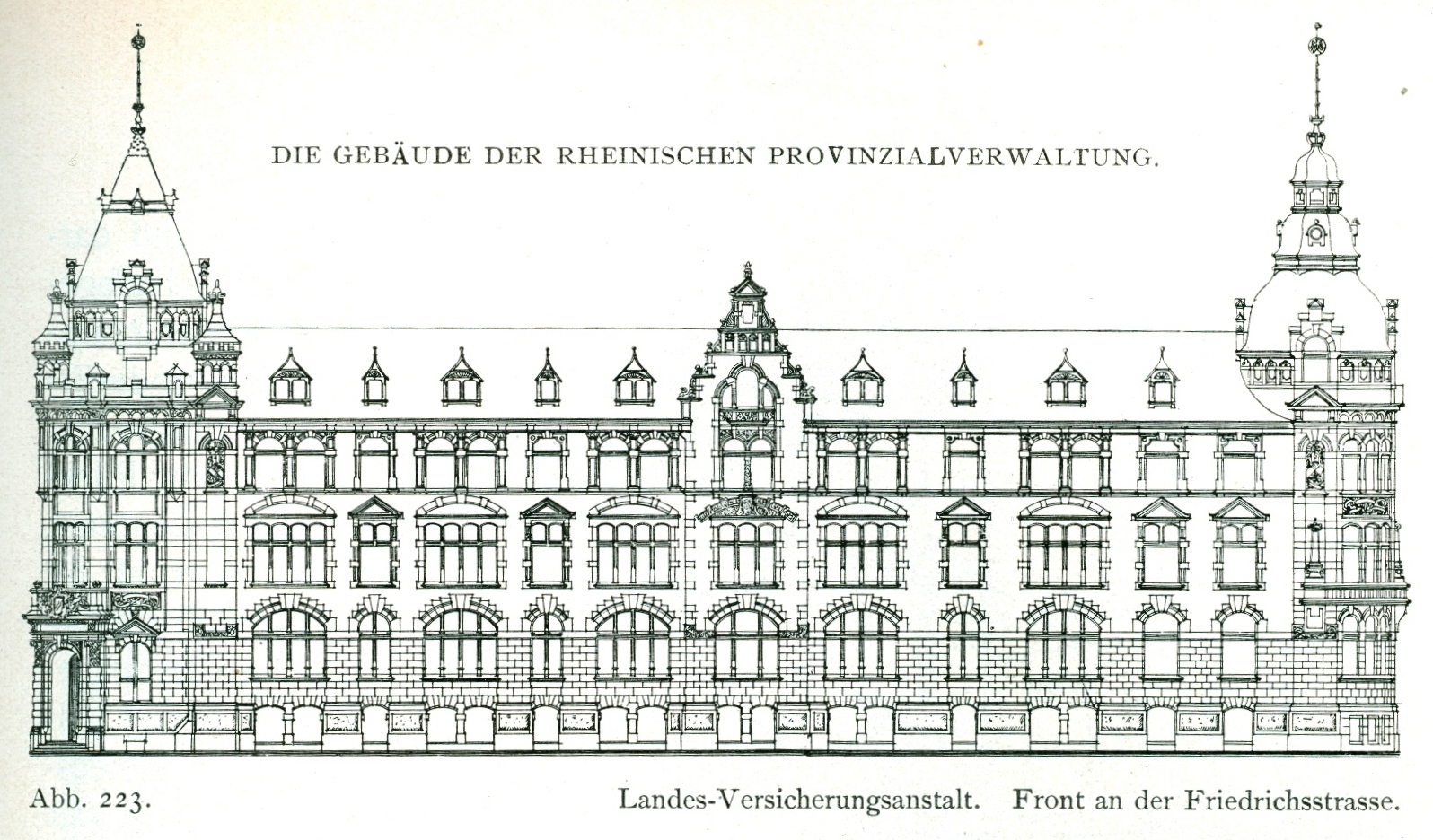
Gebäude der Landesversicherungsanstalt, Ansicht

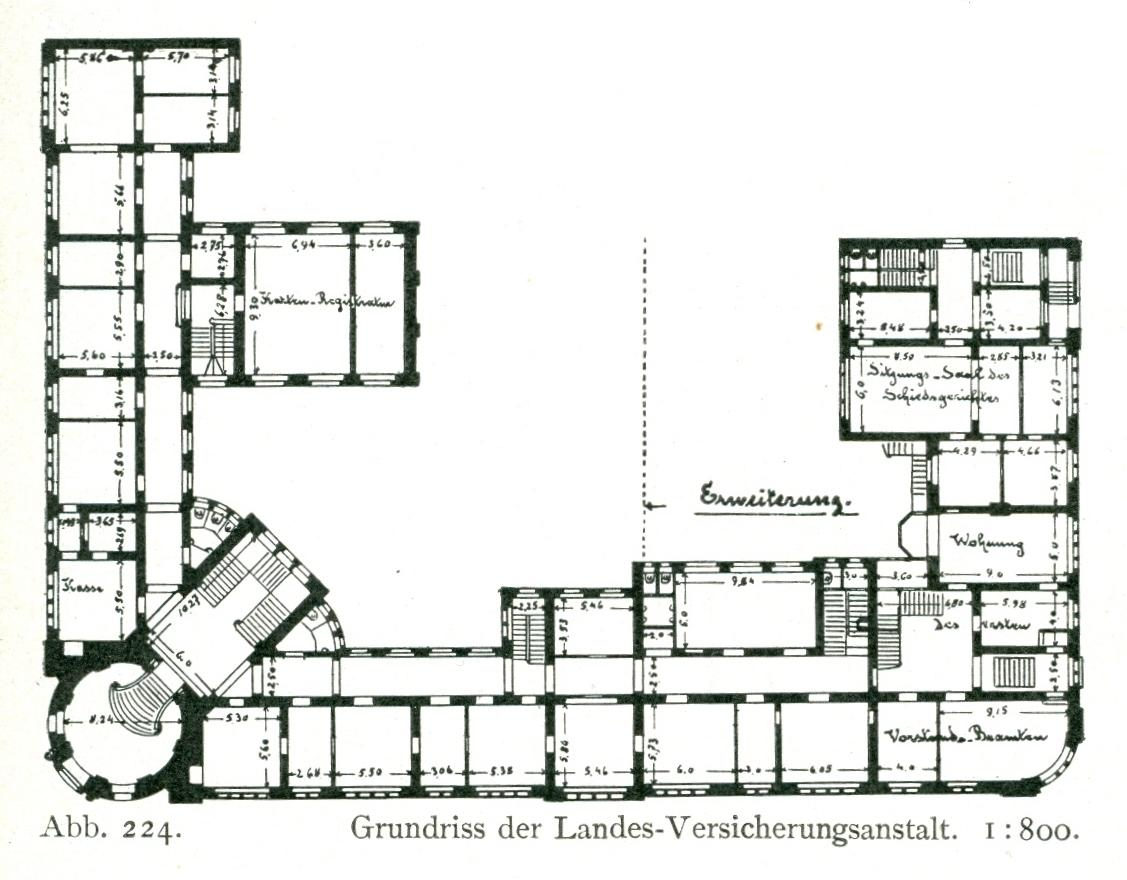
Gebäude der Landesversicherungsanstalt, Grundriss

In den Jahren 1886/1887 erbaute Gottfried Wehling zusammen mit Hubert Jacobs verschiedene Häuser in Köln. Ab 1888 ist die Arbeit von Wehling und Jacobs in Düsseldorf belegt, wo sie zusammen bis 1896 arbeiteten. Das Bautechnische Geschäft Jacobs & Wehling ist in den Adressbuchausgaben der Stadt Düsseldorf von 1890 bis 1899 belegt, wobei Hubert Jacobs nach 1897 nicht mehr als Architekt aufgeführt wurde.
- 1886–1887: Haus Luxemburger Straße 34 in Köln[9][10]
- 1886–1887: Haus Von-Werth-Straße 59 / Hansaring 20 in Köln (1972 abgebrochen)[11][12]
- 1888: Haus Grabenstraße 4 für die Firma Gebr. Mangold in Düsseldorf[13]
- 1889: Wettbewerbsentwurf für ein Kaiser-Wilhelm-Denkmal am Drachenfels (1. Preis, nicht ausgeführt)[14]
- 1890: Haus Breite Straße 8 für die Düsseldorfer Allgemeine Versicherungsgesellschaft für See-, Fluss- und Landtransport in Düsseldorf[15][16]
- 1891: Haus Bismarckstraße 106 in Düsseldorf[17]
- 1892: Haus Kaiser-Wilhelm-Straße 1 / Oststraße in Düsseldorf[18]
- 1893: Hotel „Germania“, Bismarckstraße 101 in Düsseldorf[19]
- 1892: Haus Kaiser-Wilhelm-Straße 55 in Düsseldorf[17]
- 1894: Umbau des Hauses von Professor Oeder an der Jacobistraße in Düsseldorf (im Stil der italienischen Renaissance[20]; Die Entwürfe wurden von „Gottfr. Wehling in enger Fühlung mit dem Bauherrn“ geschaffen.[21])
- 1895: Haus Elisabethstraße 11 in Düsseldorf[22]
- 1895–1896: Gebäude der Landesversicherungsanstalt der Rheinprovinz in Düsseldorf, Friedrichstraße / Adersstraße (1.860 m² bebaute Fläche, im Stil „modernisierte[r] Renaissanceformen“)[23]
- 1896: Warenhaus Gebrüder Hartoch, Bolkerstraße 19–21 in Düsseldorf[24]

Weitere Arbeiten waren bemerkenswerte Intérieurs in Düsseldorf:
- im Haus Alleestraße 42[25]
- im Haus Königsallee 13[26]

### 1897/1898 (Gottfried Wehling, Düsseldorf)
Von 1897 bis 1898 wurde durch den „Architekten Gottfried Wehling“ das Gürtler’sche Geschäftshaus Alleestraße 30 in Düsseldorf mit „modernisierenden Renaissanceformen [und] bemerkenswertem naturalistischem Ornament“ erbaut. Im Jahre 1898 baute der „Architekt Gottfried Wehling“ die Fassade des Geschäftshauses der Firma C. Fausel, Schadowstraße 34 in Düsseldorf, um.

### 1900–1903 (Wehling & Ludwig)
Von 1900 bis 1903 ist die Zusammenarbeit von Gottfried Wehling und Alois Ludwig belegbar.
- 1900: Umbau und Erweiterung des Geschäftshauses Schadowstraße 23 der Firma Gebrüder Mangold in Düsseldorf
Die Fassade hatte eine glasierte Fayenceplatten-Verkleidung mit figürlichen Darstellungen.[30] Das Haus wurde zeitgenössisch als „prächtiges Beispiel eines modernen Plakathauses“ beschrieben.[31]
- 1900: Geschäftshaus Schadowstraße 52 in Düsseldorf für den Fotografen Thomas Lantin[32]
- 1901–1902: „Wehling’sche Geschäftsgruppe“, Königsallee 9/11 (heute Königsallee 20/22) in Düsseldorf
- 1901–1902: Wohn- und Geschäftshaus, Doppelhaus Blumenstraße 7 und 9 in Düsseldorf[33][34]
- 1903: Einfamilienhäuser an der Parkstraße in Düsseldorf, die bei niedrigen Baukosten möglichst „viele gesunde“ Räume haben sollten[35]
- 1903–1904: Villa Bestgen, Deutscher Ring 31 (heute Theodor-Heuss-Ring 9) in Köln[36][37][38]

### 1904–1912 (Gottfried Wehling, Düsseldorf)
Von 1904 bis 1912 ist die Arbeit Wehlings als selbstständiger Architekt und Stadtplaner belegt.
- vor 1904: Grabmal für die Familie Haniel auf dem Düsseldorfer Nordfriedhof (Architekt G. Wehling)[39]
- 1907: Wohnhaus-Gruppe Prinz-Georg-Straße 37/39/41 in Düsseldorf[40]
- 1912: Haus Blumenstraße 11/15 in Düsseldorf[41], Eigentümer des Geschäftshauses wurde der Architekt Max Lennhoff und die Erben Gottfried Wehling.[42][43]
- 1912: Wettbewerbsentwurf für die städtebauliche Ausgestaltung der Frankfurter Wiesen in Leipzig (nicht prämiert)[44][45][46]

### Abbildungen

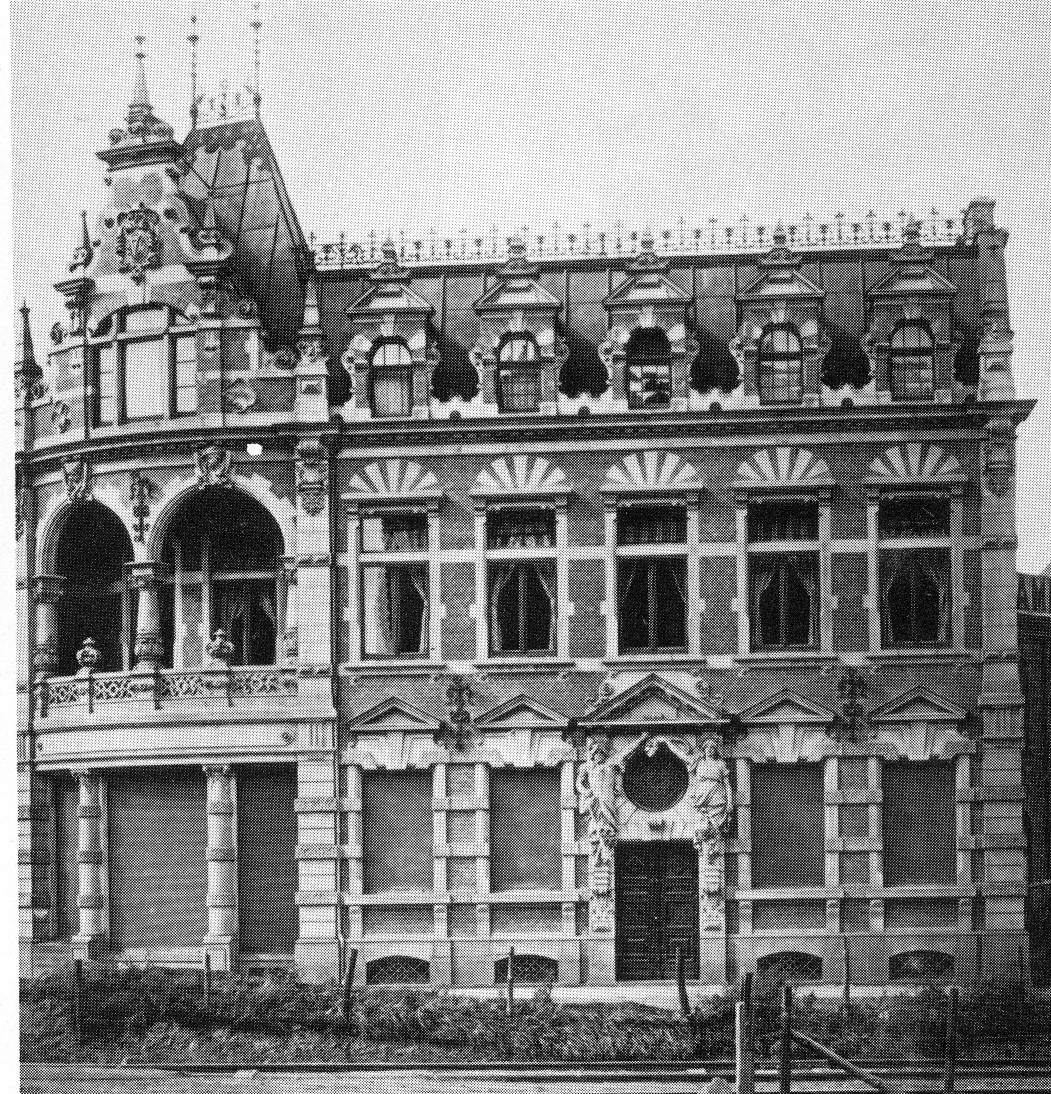
Haus Luxemburger Straße 34 in Köln
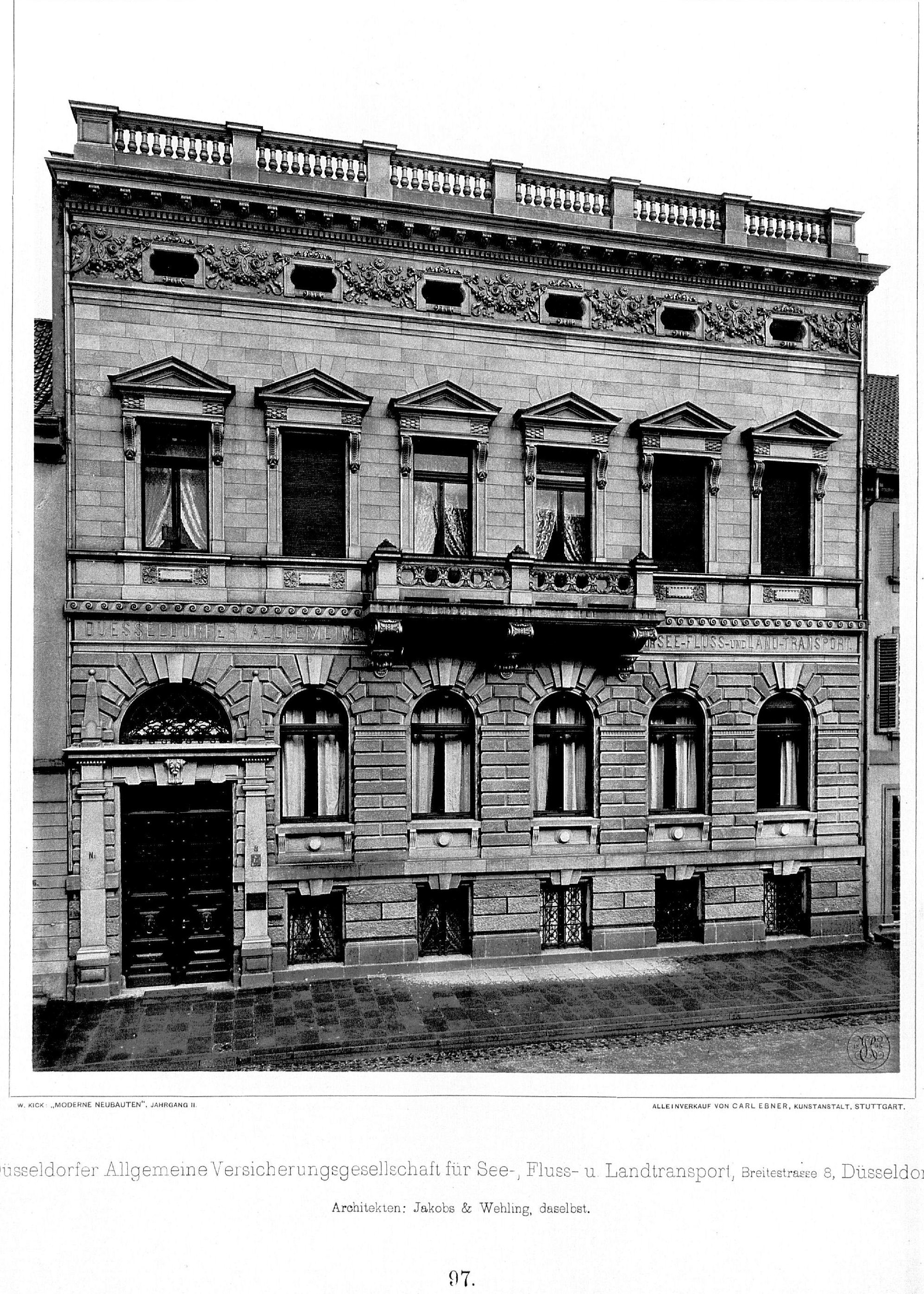
Haus Breite Straße 8 in Düsseldorf
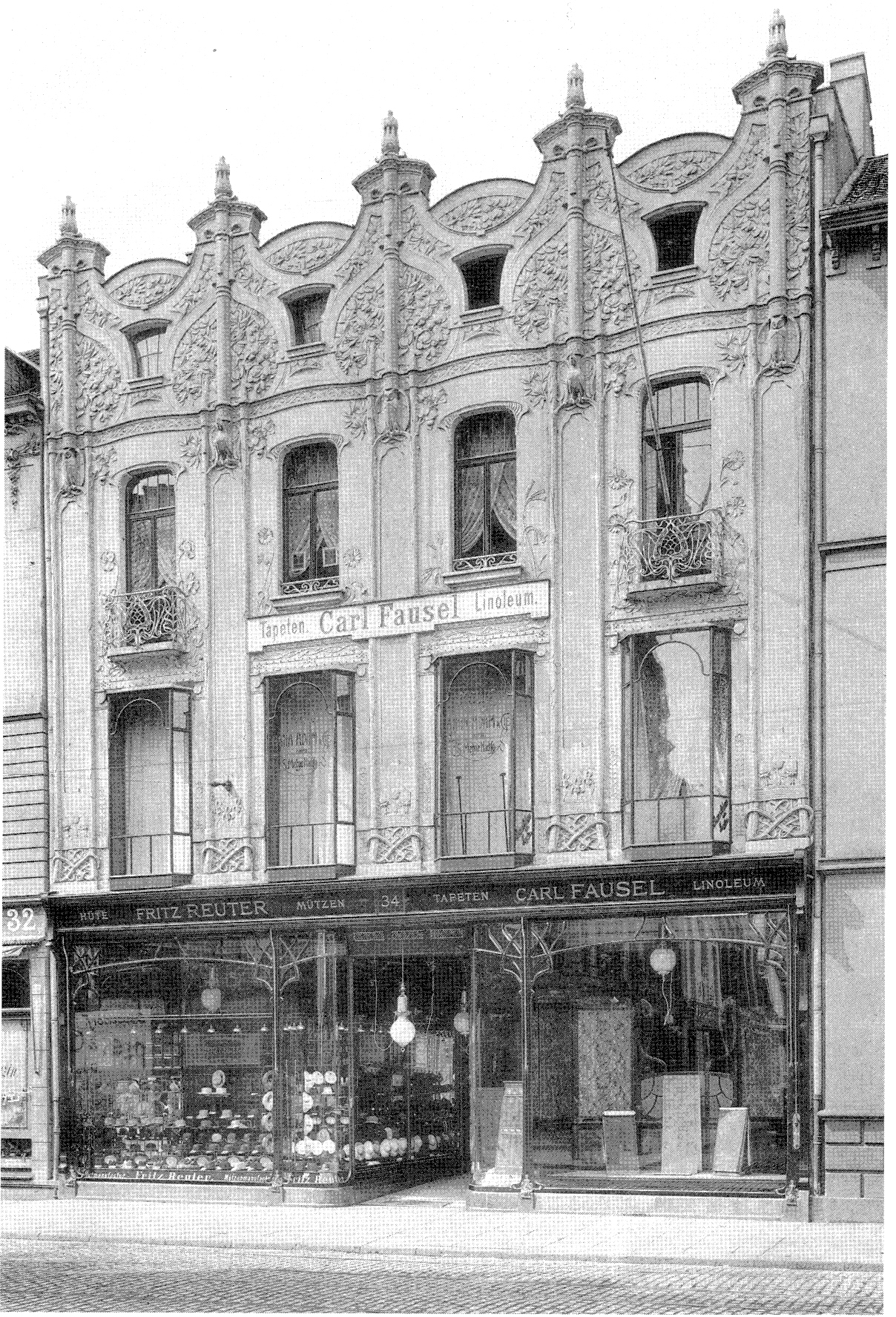
Haus Schadowstraße 34 in Düsseldorf
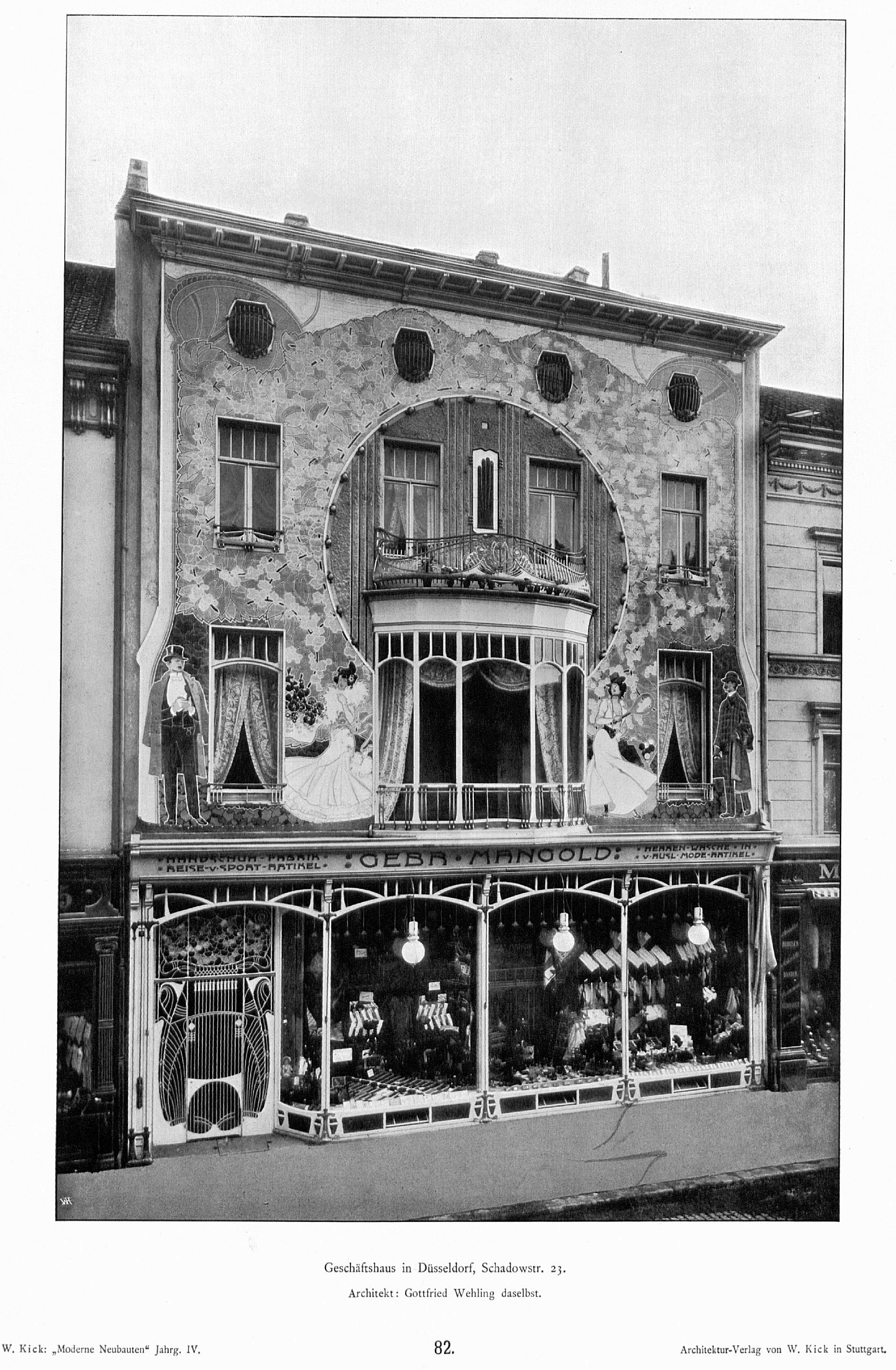
Haus Schadowstraße 23 in Düsseldorf
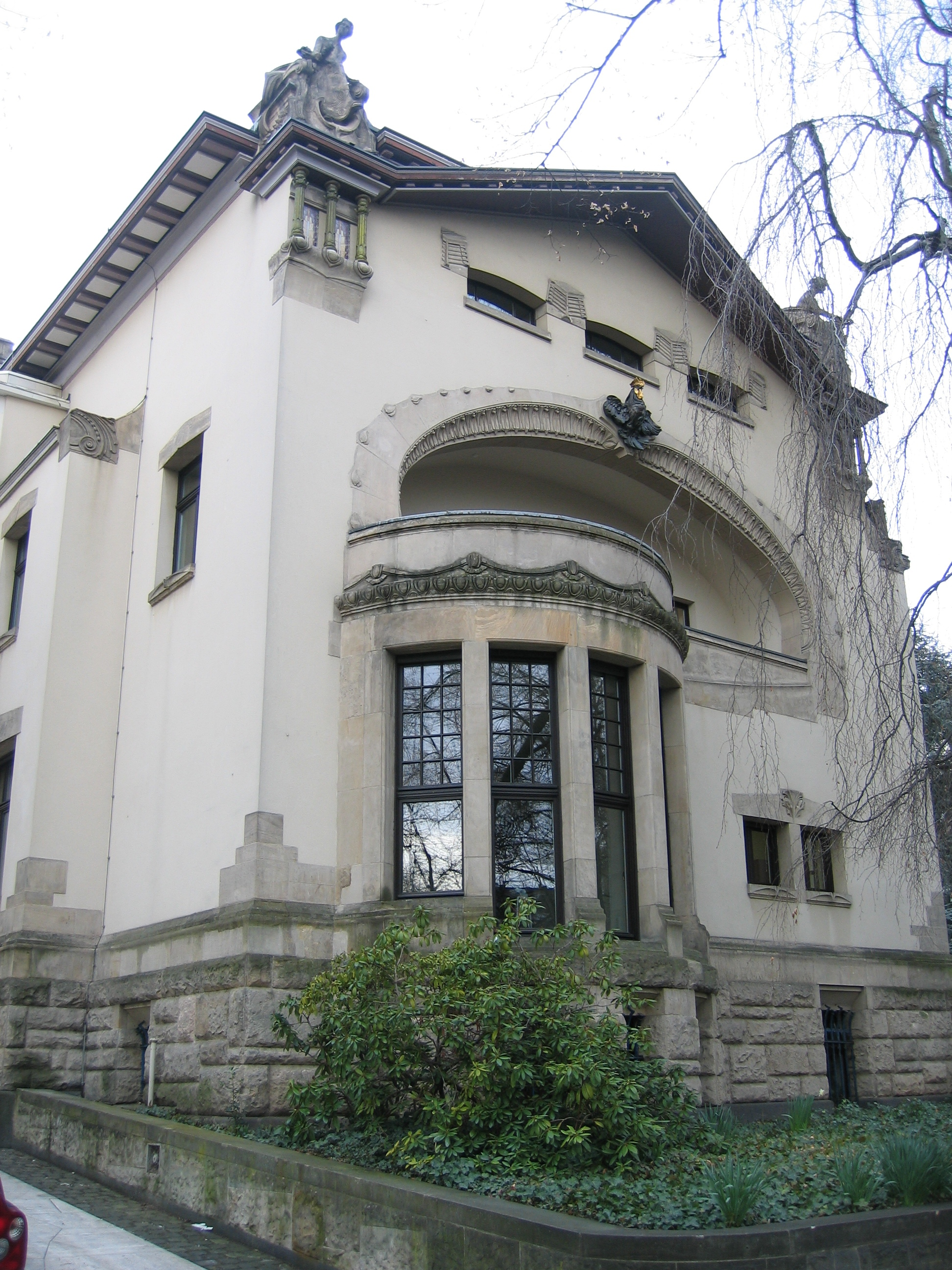
Villa Bestgen in Köln
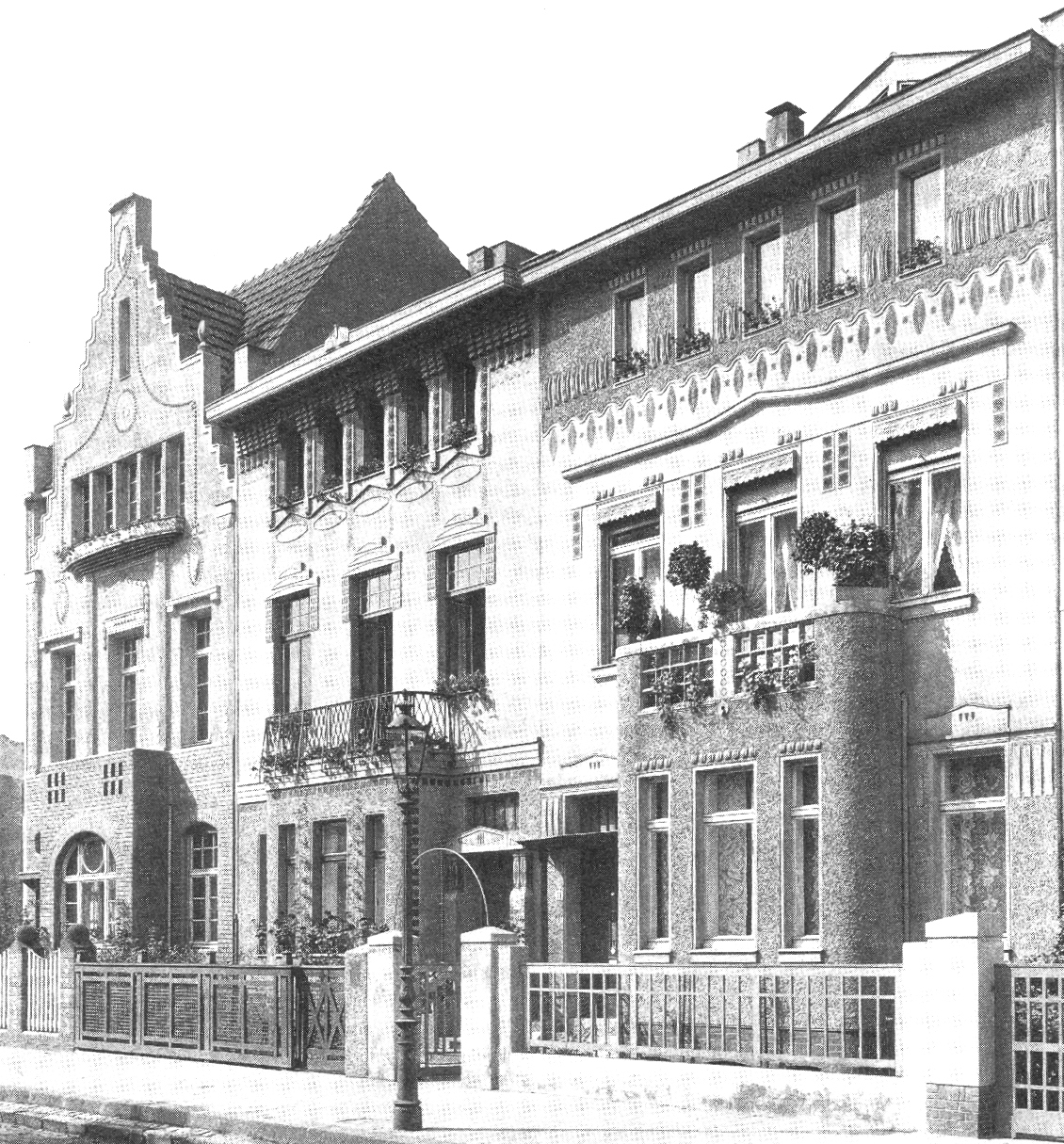
Häuser Prinz-Georg-Straße 37/39/41 in Düsseldorf
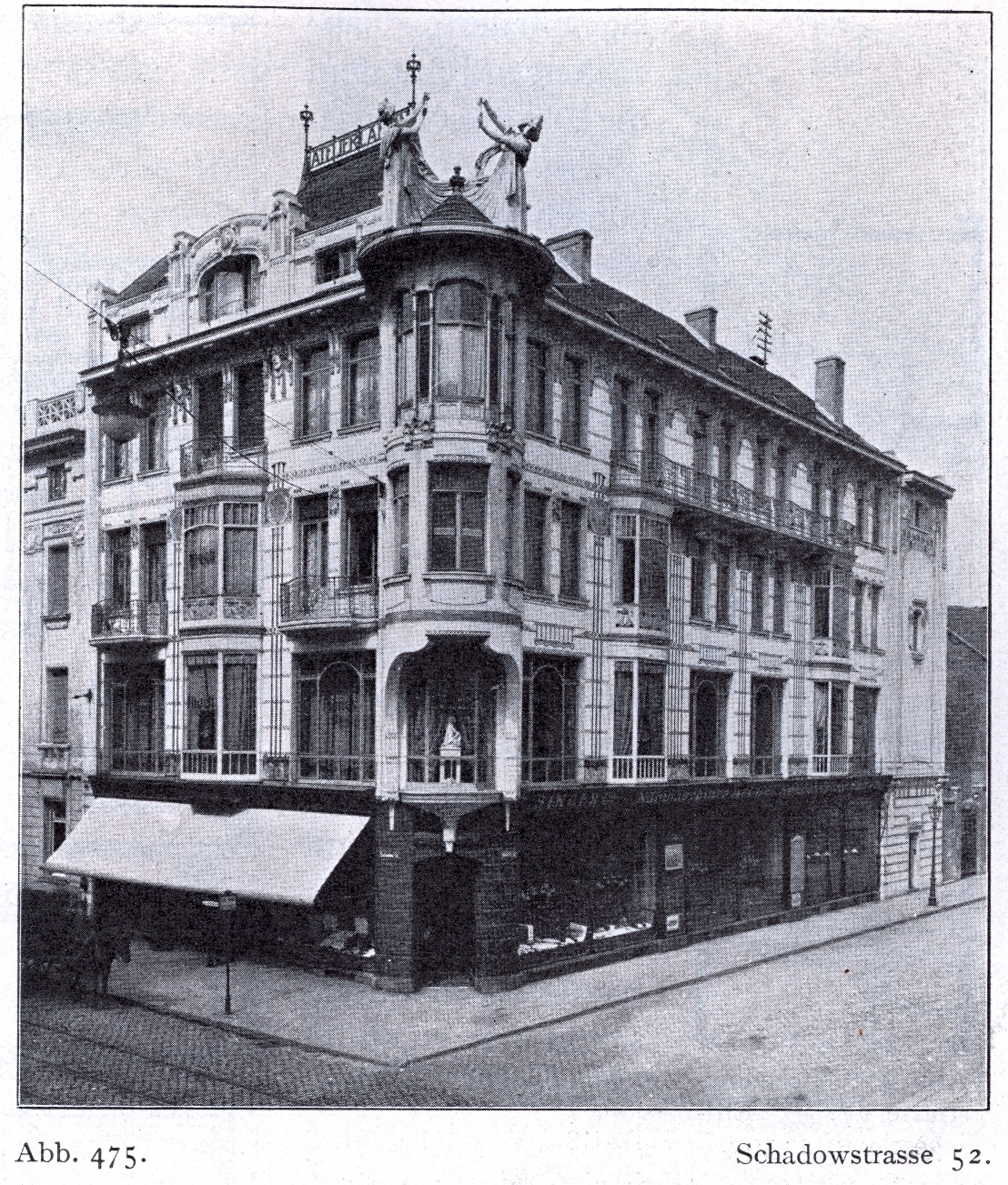
Haus Schadowstraße 52
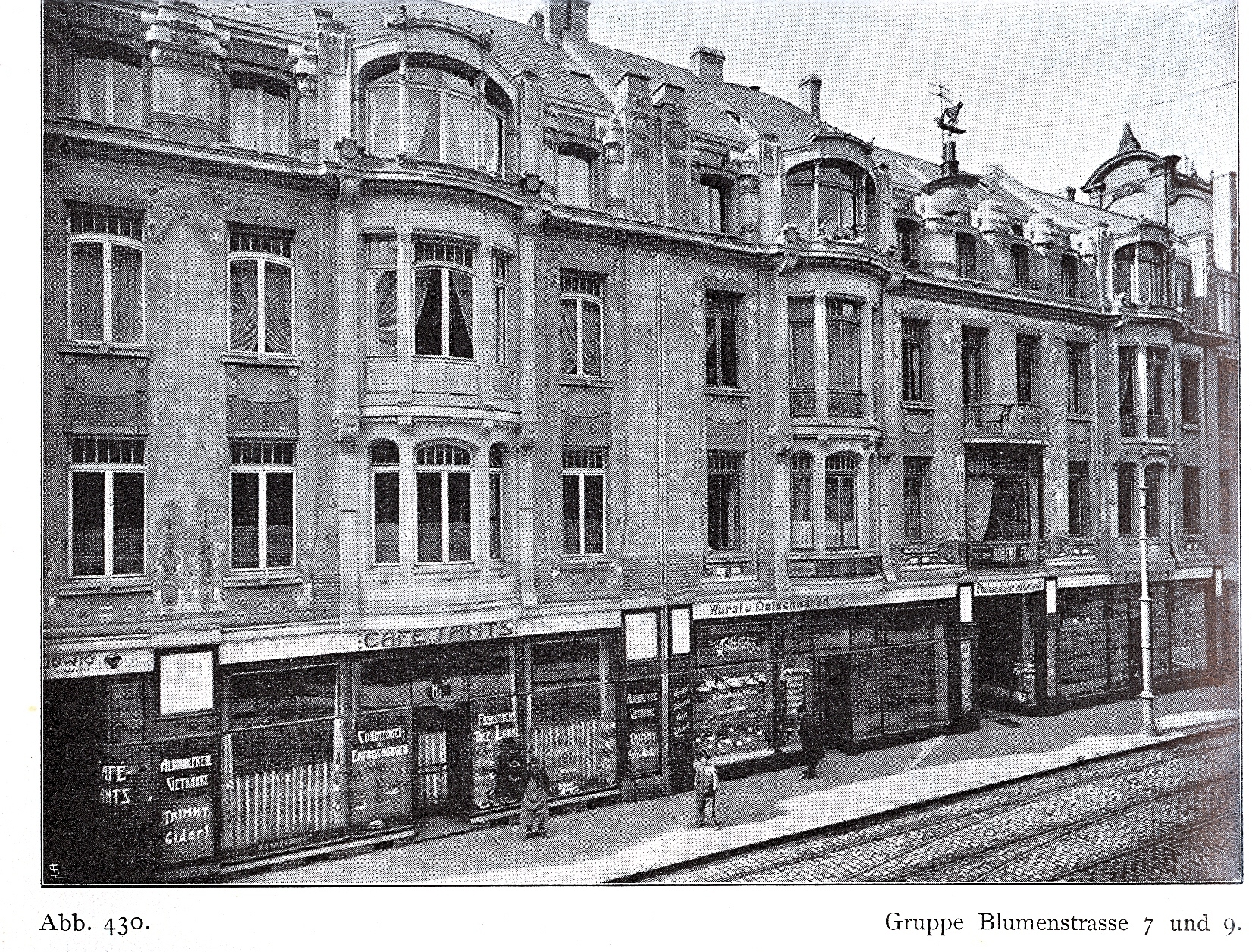
Doppelhaus Blumenstraße 7 und 9
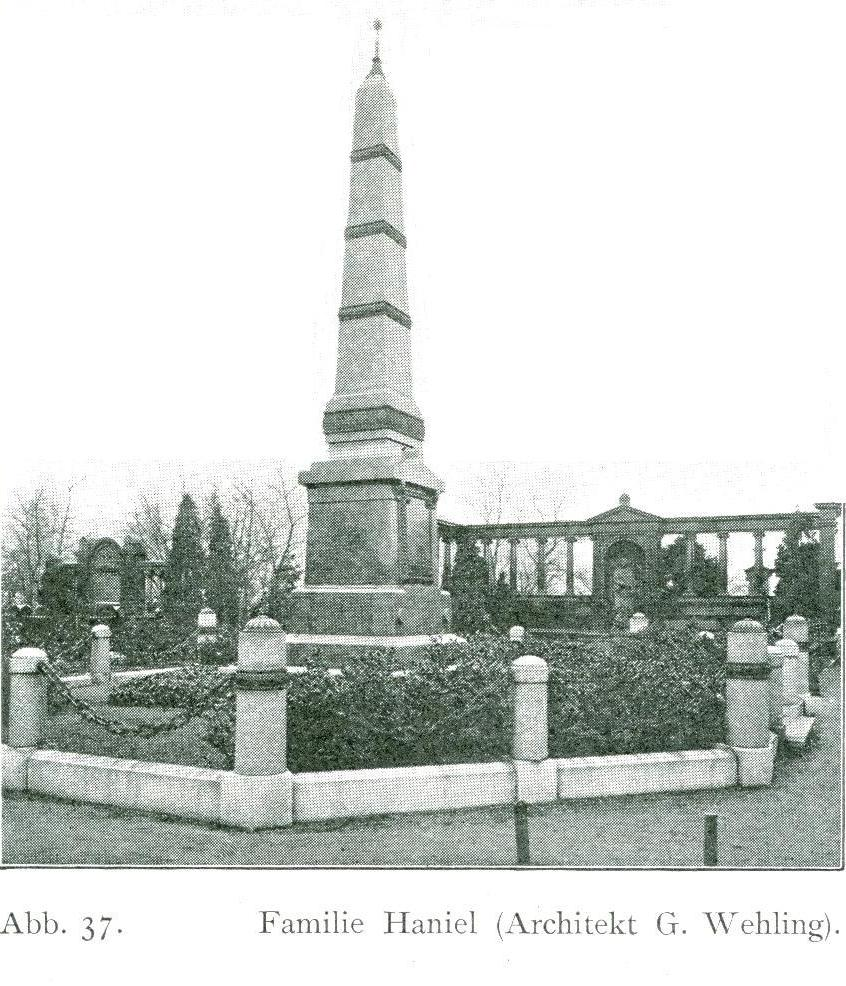
Grabmal für die Familie Haniel
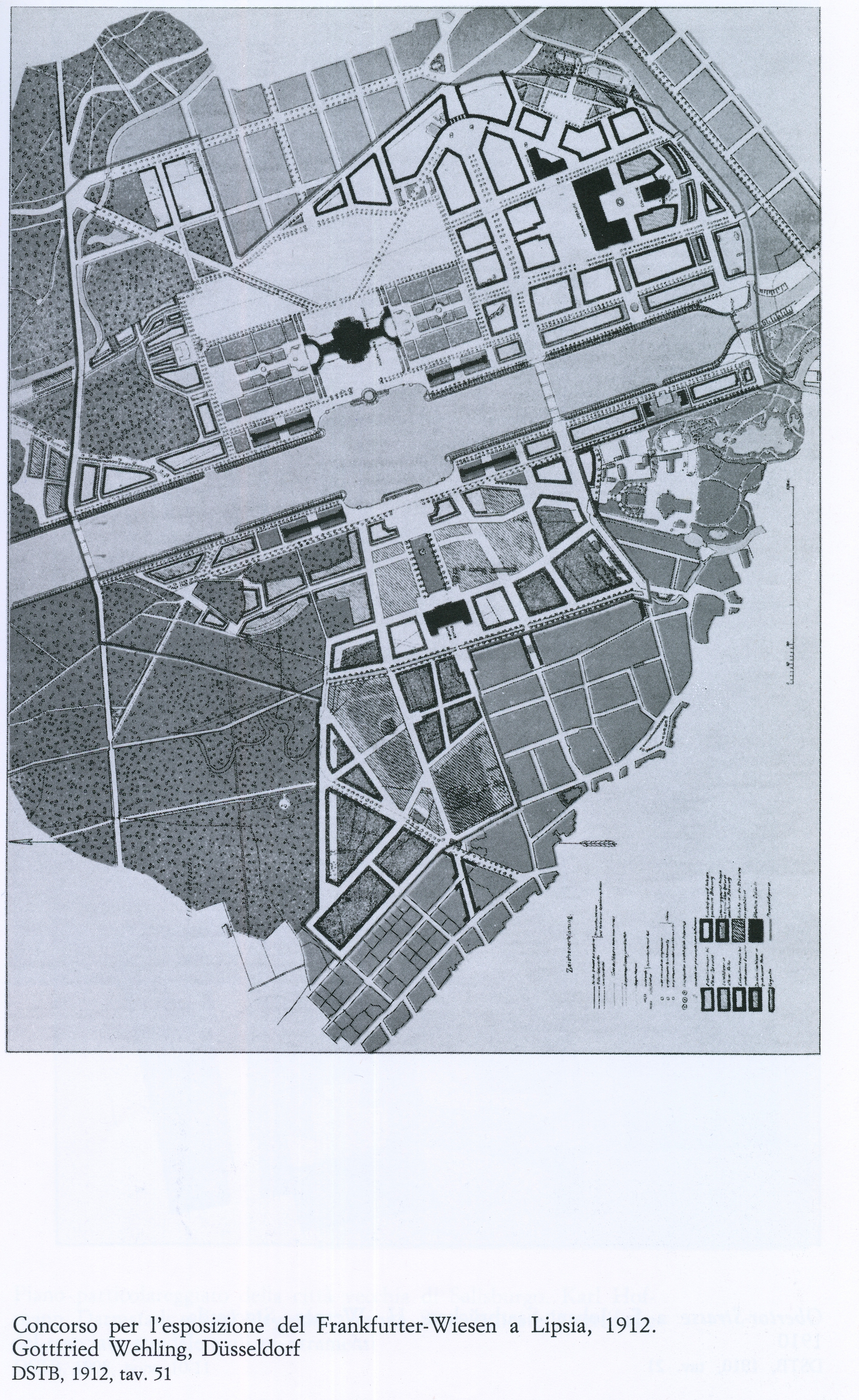
Wettbewerbsentwurf für die Bebauung der Frankfurter Wiesen in Leipzig
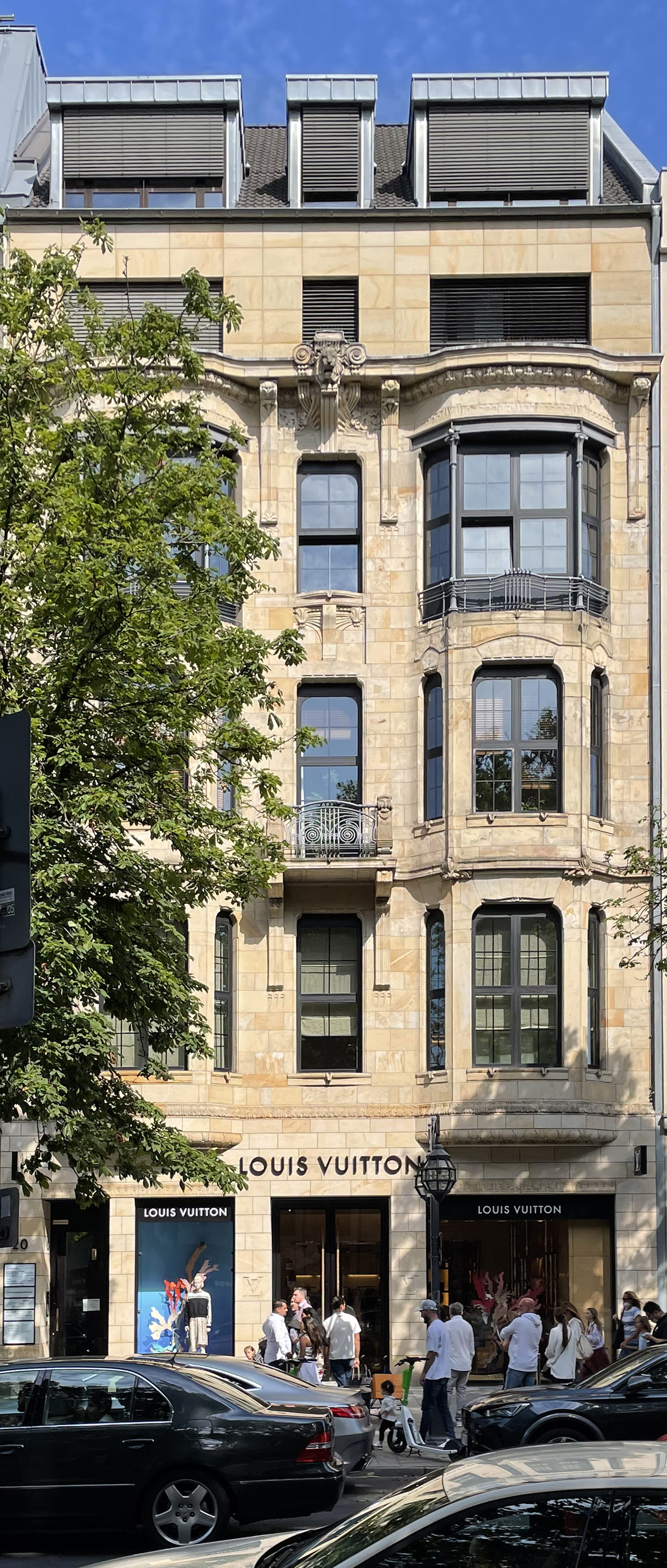
Haus Königsallee 20 (ursprünglich Königsallee 9) der Wehling’schen Geschäftsgruppe (Foto 2022)